# Formacja społeczna
Formacja społeczna (formacja społeczno-ekonomiczna) – sformułowany przez Karola Marksa model systemu społecznego (całości społecznej), posiadający wewnętrzną, endogenną dynamikę, którego elementami są siły wytwórcze i uwarunkowane nimi stosunki produkcji stanowiące bazę oraz nadbudowa z odpowiadającymi jej formami świadomości społecznej.
Marks traktował formacje społeczne zarówno jako typy społeczeństw, jak i kolejne etapy rozwoju społecznego, przy czym następstwo kolejnych formacji było ujmowane jako kierunkowe i nieodwracalne. Koncepcja ta zakładała, że nie można mówić o społeczeństwie jako czymś ogólnym, ponieważ występują różne jakościowo społeczeństwa w aspekcie zarówno historycznym, jak i geograficznym. Jest ono pewną całością, którego części dostosowują się do bazy. To dopasowywanie do wykształconych wcześniej elementów społeczeństwa prowadzi jednak do sprzeczności:
- między przyrodą i siłami wytwórczymi, które są rozwijane w aspekcie technologicznym;
- między nowo wykształconymi siłami wytwórczymi a istniejącymi stosunkami produkcji;
- między nowym typem stosunków produkcji a nadbudową: instytucjami ideologicznymi, politycznymi i prawnymi[5].

W wyniku tych sprzeczności formacje przekształcają się jedna w drugą najpierw poprzez zmianę bazy, a później konsekwentnie poprzez zmianę nadbudowy, co odbywa się na drodze rewolucji społecznej.
Początkowo określone zostały następujące po sobie, naznaczone alienacją społeczeństw klasowych formacje: 
- niewolnictwo: formacja azjatycka, antyczna, a także germańska[9];
- formacja feudalna
- formacja burżuazyjna (kapitalizm).

Później dodana została formacja wspólnoty pierwotnej oraz komunizm, który miał pojawić się po formacji kapitalistycznej. Obie one charakteryzować miały się brakiem alienacji.
Pojęcie to, choć nie było przez Marksa explicite zdefiniowane, jest główną koncepcją materializmu historycznego, będąc ramą dla analizy struktury społecznej i rozwoju społecznego. Szczegółowo jednak badał on tylko formację burżuazyjną, zawężając ją do genezy kapitalizmu w społeczeństwach europejskich. Odwrotnie niż ewolucjoniści, odnoszący prawidłowości społeczeństw pierwotnych do społeczeństwa współczesnego, zakładał, że właśnie współczesna mu formacja jest „kluczem” zrozumienia wcześniejszych. Jednocześnie nie chcąc uprawiać myślenia utopijnego, nie opisywał szerzej mającego nadejść komunizmu.